# Kinsley (Kansas)
Kinsley is een plaats (city) in de Amerikaanse staat Kansas, en valt bestuurlijk gezien onder Edwards County.

## Demografie
Bij de volkstelling in 2000 werd het aantal inwoners vastgesteld op 1658.
In 2006 is het aantal inwoners door het United States Census Bureau geschat op 1476, een daling van 182 (-11,0%).

## Geografie
Volgens het United States Census Bureau beslaat de plaats een oppervlakte van
3,4 km², geheel bestaande uit land. Kinsley ligt op ongeveer 678 m boven zeeniveau.

## Plaatsen in de nabije omgeving
De onderstaande figuur toont nabijgelegen plaatsen in een straal van 32 km rond Kinsley.